# 於多福座
於多福座（おたふくざ）は明治時代の青森県旧八戸町にかつて存在した劇場である。

## 概要
於多福座は明治8年（1875年）に大澤多門により八戸町山伏小路に建設された。
建物は旧八戸藩学校の建物を活用し、演劇の興行は年に3回程度行われた。建物が老朽化していたため、明治26年（1893年）に新築されるが、明治29年（1896年）に積雪のために建物が崩れてしまった。

## 建物
建物は160坪に2階建ての西洋小屋が1棟建てられていた。明治27年（1894年）に八戸町内で発行された「八戸実地明細絵図」にも建物の絵図が記載されている。絵図には長者山新羅神社の近くにあり、三戸郡役所に隣接して建てられていたことがうかがえる。